# Guns of the Trees
Guns of the Trees és una pel·lícula estatunidenca en blanc i negre de 1961 de Jonas Mekas. Segueix dues parelles joves: Barbara i Gregory (Frances Stillman i Adolfas Mekas) i Argus i Ben (Argus Spear Juillard i Ben Carruthers). La pel·lícula inclou una partitura musical original de Lucia Dlugoszewski i també cançons populars de Sara Wiley, Caither Wiley i Tom Sankey. També mostra Allen Ginsberg llegint la seva poesia. George Maciunas fa una breu aparició a la pel·lícula.